# Édouard Molinaro
Édouard Molinaro (ur. 31 maja 1928 w Bordeaux; zm. 7 grudnia 2013 w Paryżu) – francuski reżyser i scenarzysta filmowy i telewizyjny. 

## Życiorys
Był nominowany do Oscara za reżyserię i scenariusz komedii Klatka szaleńców (1978).
Wyreżyserował dwie komedie z Louisem de Funesem w roli głównej: Oskar (1967) i Hibernatus (1969). W sumie zrealizował ponad 50 filmów.
Zasiadał w jury konkursu głównego na 14. MFF w Cannes (1961).

## Wybrane filmy
- Pod ścianą (1958)
- Śmierć Belli (1961)
- Niebieskie ptaki (1965)
- O skórę szpiega (1967)
- Oskar (1967)
- Mój wujaszek Benjamin (1969)
- Hibernatus (1969)
- Dracula: Ojciec i syn (1976)
- Człowiek pod presją (1977)
- Klatka szaleńców (1978)
- Niedzielni kochankowie (1980)
- Klatka szaleńców II (1980)
- Dokładnie taka, jaka jesteś (1984)
- Ukryte uczucia (1985)
- Na lewo od windy (1988)
- Nana, to ja (2001)